# Ladies View
Ladies View (« Vue des Dames » en anglais) est un point de vue panoramique sur les lacs de Killarney. Il se situe dans le Parc National de Killarney, sur le bord de la N71, constitutive de l'anneau du Kerry, à 13 km de Killarney. La vue porte sur l'Upper Lake et la vallée.

## Origine
Le nom remonte à l'époque de la visite de la reine Victoria à Muckross House en 1861. Sur le chemin qui la mène à la propriété, la reine est si charmée par la vue qu'elle demande qu'on arrête l'attelage et autorise, tout à fait exceptionnellement à l'époque, ses dames de compagnie, les « ladies-in-waiting », à descendre pour admirer avec elle le spectacle qu'offre le panorama. L'endroit est ainsi baptisé « Ladies View » en souvenir de cet épisode.